# 何塞·路易斯·卡蓬
何塞·路易斯·卡蓬·冈萨雷斯（西班牙語：José Luis Capón González，1948年2月6日—2020年3月29日），马德里人，西班牙足球运动员。司职後衛。

## 生平
1948年生于马德里。1970年代效力于西甲球队马德里竞技。1971年1月24日，他首次亮相于马德里竞技对阵皇家維戈塞爾塔的比赛。1971–1972赛季租借到布尔戈斯一年。曾与球队在1973年 、1977年的联赛中夺冠。在1975年的洲际杯中，他在两回合比赛中全部首发登场，最终以2比1的总比分夺冠。1970年至1980年，他在效力马德里竞技的9个赛季里，一共代表球队出战269场正式比赛，其中包括34场國王盃、14场欧洲杯赛冠军杯、13场欧洲冠军联赛、6场欧足联欧洲联赛和2场洲際盃足球賽。1980年11月25日，在比森特·卡尔德隆球场踢完最后一场对阵苏联的比赛后，他离开了马德里竞技。随后的一年，他效力于西乙球队埃尔切。
2020年3月29日在马德里逝世，终年72岁。

## 夺冠记录
马德里竞技
- 洲際盃足球賽：1974
- 西班牙足球甲级联赛：1972–73，1976–77
- 西班牙國王盃：1975–76